# Felice Casorati (matematiker)
Felice Casorati, född 17 december 1835, död 11 september 1890, var en italiensk matematiker.
Casorati var professor i Pavia. Han har skrivit ett stort antal avhandlingar om olika delar av matematiken. De intressantaste av dessa är de som behandlar funktioner med mer än två perioder. En vanligen Karl Weierstrass tillskriven sats om funktioners singulära punkter var redan förut funnen av Casorati. Han tilldelades det första matematikpriset från Accademia dei XL 1868.